# Porhalaan

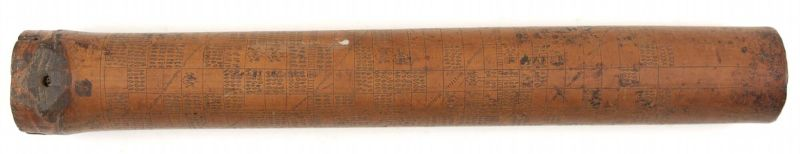
O porhalaan escrito em um pedaço de bambu.

O Porhalaan é o calendário tradicional do povo Batak do Norte de Sumatra, na Indonésia. Porhalaan é um calendário lunisolar, consistindo de 12 meses divididos em 30 dias, com um ocasional mês extra. O calendário Batak é derivado do calendário Hindu. O povo Batak não usa o porhalaan como um calendário "padrão", mas sim para determinar os dias mais auspiciosos.

## Ritual
O nome porhalaan vem da palavra hala, que é derivada do Sânscrito kala, "escorpião". O porhalaan é usado pelo povo Batak para a adivinhação. A responsabilidade de interpretar o porhalaan cabe exclusivamente ao ritualista chefe conhecido como datu. O datu lê o porhalaan para determinar que dia é considerado auspicioso ou não-auspicioso para a realização de rituais.
A fim de minimizar o risco de selecionar acidentalmente um dia desfavorável devido a erros na gestão do calendário, dias muitas vezes são escolhidos com base em se o dia é capaz de prometer felicidade dentro de dois meses, provavelmente no mês atual e no seguinte. Há, muitas vezes, um 13.º mês no calendário que serve a essa finalidade, originalmente de um ano bissexto Hindu, mas no contexto Batak, o mês é usado por uma razão diferente. Se o 13º mês não está disponível, o primeiro mês é simplesmente usado novamente para proteção. Se o 13º mês é utilizado para compensar a diferença em relação ao ano solar, não é provado no contexto da sociedade Batak.
O Porhalaan é normalmente escrito como uma tabela de caixas quadradas de 30 de colunas (dias) e 12 ou 13 linhas (meses), conforme registrado no pustaha, o livro de magia do povo. Às vezes, o porhalaan é escrito em um pedaço cilíndrico de bambu.
O Calendário Hindu original foi modificado e reformulado de acordo com os princípios empíricos e pragmáticos Batak. O resultado é uma simplificação do calendário original. Tudo o que resta de um sistema complicado de ajustar meses lunares ao Zodíaco solar é uma calendário de divinação, que não é usado com o propósito de dizer de fato o tempo.

## O sistema de calendário
Não há designação de ano no calendário Batak. O ano novo começa na Lua Nova em Maio, quando a constelação de Orion (siala sungsang) desaparece no oeste e a constelação de Scorpius (siala poriama) nasce no leste.
Porhalaan é dividido em 12 meses, cada um contendo 30 dias. Cada mês foi nomeado pelo seu número; o primeiro mês é chamado simplesmente de "primeiro mês", ou bulan si pahasada; segundo mês é bulan si pahadua, etc. O décimo primeiro mês é chamado bulan li, enquanto o décimo segundo mês é chamado de bulan hurung. O primeiro dia de cada mês (bona ni bulan) cai exatamente um dia após a Lua Nova. A Lua Cheia, geralmente, cai por volta do dia 14 ou 15.
Porhalaan não usa o termo "semana", mas a cada mês é dividido em quatro partes, cada uma contendo sete dias. O nome de cada um dos sete dias foi emprestado dos nomes em Sânscrito. O primeiro dia é chamado de Aditya ("sol"), o segundo Soma ("lua"), Anggara (Marte), Budha (Mercúrio), Brihaspati (Júpiter), Syukra (Vênus), e Syanaiscara (Saturno).